# Hymenochaete americana
Hymenochaete americana är en svampart som beskrevs av Gresl. & Parmasto 2001. Hymenochaete americana ingår i släktet Hymenochaete och familjen Hymenochaetaceae.   Inga underarter finns listade i Catalogue of Life.